# Fountains of light
Fountains of light is het tweede album van de Amerikaanse rockband Starcastle.
Het album is opgenomen in Le Studio, Morin Heights in de Canadese provincie Quebec. Het is het album met hun meest gewaardeerde nummer Fountains; het lijkt zo van een album van Yes afgeplukt te zijn; net zoals True to the light. Met name de zang van Terry Luttrell en bas van Gary Strater lijken op die van Yes-gelijken Jon Anderson en Chris Squire. Na dit album probeert Starcastle een wat onafhankelijker koers (van Yes) in te slaan, met wisselend succes.

## Bezetting
Zie artikel Starcastle

## Tracks
1. Fountains;
2. Dawning of the day;
3. Silver winds;
4. True to the light;
5. Portraits;
6. Diamond Song (deep is the light).